# لاوتل، لوئیزیانا
لاوتل (به انگلیسی: Lawtell) یک منطقهٔ مسکونی در ایالات متحده آمریکا است که در لوئیزیانا واقع شده‌است. لاوتل ۱٬۱۹۸ نفر جمعیت دارد و ۱۷٫۹۸ متر بالاتر از سطح دریا واقع شده‌است.